# 1986 en hockey sur glace
Cette page présente les éléments de hockey sur glace de l'année 1986, que ce soit d'un point de vue rencontres internationales ou championnats nationaux. Les grandes dates des différentes compétitions sont données ainsi que les décès de personnalités du hockey mondial.

## Autres Évènements

### Fondation de club
- Cardiff Devils (Royaume-Uni)

### Décès
- 8 mai : décès d'Erwin Chamberlain, joueur ayant disputé plus de cinq cents parties en LNH, il remporta deux Coupe Stanley avec les Canadiens de Montréal en 1944 et 1946.
- 2 juin : décès d'Aurèle Joliat, joueur des Canadiens de Montréal ayant remporté trois Coupe Stanley.
- 12 juin : décès de Bill Miller, joueur des Maroons de Montréal ayant remporté la Coupe Stanley avec ces derniers en 1935.
- 1er septembre : décès de Carl Boone joueur ayant évolué professionnel de 1952 à 1970.